# Sites mégalithiques du Var
Cet article présente les sites mégalithiques du Var, en France.

## Répartition géographique
| \| Toulon Brignoles Draguignan \| Répartition géographique des mégalithes. · : dolmen - : menhir - : autre site mégalithique |
| Toulon Brignoles Draguignan                                                                                                  |

De tous les départements de la région  région Provence-Alpes-Côte d'Azur, celui du Var est celui qui comporte le plus de monuments mégalithiques, soit environ une cinquantaine de dolmens et une vingtaine de menhirs. Ils se répartissent en trois grandes zones mégalithiques :
- un groupe central incluant les emblématiques dolmens des Adrets à Brignoles et les mégalithes de Cabasse (Dolmen de la Gastée, menhirs de Peïro Plantado et du Reste).
- un groupe situé en bordure du littoral méditerranéen, dans les massifs des Maures et de l'Esterel, illustré par les mégalithes de La Londe-les-Maures ou de Collobrières et où les menhirs sont plus fréquents (Grimaud, Plan-de-la-Tour, Saint-Raphaël).
- un groupe oriental, le plus nombreux, correspondant notamment à l'ensemble des dolmens de Mons, qui se prolonge dans le département voisin des Alpes-Maritimes (dolmens de Saint-Vallier-de-Thiey, Saint-Cézaire-sur-Siagne, Vence).

L'implantation de ces trois groupes est directement liée à la géologie du sous-sol puisque tous les matériaux de construction ont été prélevés sur place. «Aucun des dolmens n'a été construit avec des dalles apportées de plus de quelques dizaines de mètres du lieu choisi pour élever le monument».

## Typologogie des sépultures

### Les petits dolmens carrés du groupe oriental
Ces petits dolmens à chambre carrée ou rectangulaire ont été édifiés directement à la surface du sol. Leur longueur n'excède pas les 2 m de long pour 1,50 m de large. La chambre est fermée à l'est par une dalle de chevet qui dépasse des parois latérales. 

### Les grands dolmens des Maures
L'édification de ces dolmens a généralement été précédée d'un creusement du sol. La chambre est plus allongée, elle prend la forme d'un rectangle ou d'un trapèze déformé. Elle s'étire alors entre 3 m et 8 m de long. Trois édifices appartiennent à ce groupe, le dolmen de la Maubelle, le dolmen des Antiquailles et le dolmen de Gaoutabry.

### Les tombes en blocs
Elles sont constituées de blocs souvent assez volumineux et prennent des formes variées (ronde, polygonale, carrée ou rectangulaire). La forme ronde est la plus fréquente et il s'agit peut-être aussi de la forme la plus ancienne (Chalcolithique récent) alors que les formes carrées dateraient de l'âge du bronze. Contrairement à une hypothèse souvent avancée, la construction des tombes en blocs en encorbellement, d'où leur assimilation fréquente à des tholos, est loin d'être systématique et à tout le moins incompatible avec la possibilité d'une réutilisation. Ce type de construction, que l'on rencontre fréquemment dans les Alpes-Maritimes, n'est plus représenté que par un seul monument dans le Var, la tholos de la Lauve, cas unique de chambre sépulcrale circulaire à encorbellement, les tombes en blocs du Logis Neuf à Nans-les-Pins et celles du dolmen de la Gaillarde étant désormais détruites.

### Les coffres
Ils sont construits sur le modèle des chambres des dolmens de Provence orientale. Ils sont profonds, de forme sensiblement carrée, délimités par des orthostates complétés éventuellement de murets en pierres sèches.

## Architecture des dolmens
La plupart des dolmens du département, notamment ceux du groupe oriental, sont des dolmens avec une chambre sépulcrale de forme carrée, voire légèrement rectangulaire. L'espace funéraire est délimité par quelques orthostates et des murets en pierres sèches. Les dolmens s'ouvrent à l'ouest ou au sud-ouest, face à la dalle de chevet. L'entrée de la chambre est délimitée par une pierre de seuil, telle une marche, et deux piliers qui séparent la chambre du couloir,. Peu d'édifices comportent une réelle antichambre. 
Le couloir d'entrée est toujours centré. Il est court (rarement plus de 1,50 m de long),  étroit et ne débouche pas en périphérie du tumulus. Il est souvent dallé mais son sol est plus élevé que celui de la chambre. Sa présence résulte donc soit d'une dégénérescence architecturale, soit d'une signification purement symbolique. 
La couverture de la chambre, constituée d'une table monolithique a généralement disparu, ou bien elle était constituée de traverses en bois désormais détruites. Cette couverture de bois, amovible, pouvait être déplacée et remise en place rapidement lors des nouvelles inhumations. Selon Gérard Sauzade, certains édifices ne devaient pas comporter de dalle de couverture : les dépôts funéraires s'y faisaient verticalement par le haut de la chambre et étaient recouverts de pierres. 
Le tumulus est constitué uniquement de pierres (groupe oriental) ou de terre et de pierres (groupe central),, généralement de forme ovale ou ronde, rarement rectangulaire (Dolmen de la Cambe de l'Ome), d'un diamètre très variable, parfois délimité par un parement constitué de dalles dressées ou d'un muret en pierres sèches.
Ces monuments datent de la fin du Néolithique.

## Protection
Ce n'est qu'à partir des années 1950 que le patrimoine mégalithique du département a fait l'objet d'études scientifiques. En 1987, la charte culturelle conclue entre le département et la Direction régionale des Affaires culturelles conduit à l'essor de la protection juridique (classement, acquisition des sites) des monuments et à leur protection matérielle (restauration).

## Inventaire non exhaustif
| Monument                          | Commune               | Remarque                                                                 | Protection                                                                | Coordonnées                                                                                           | Illustration                        |
| --------------------------------- | --------------------- | ------------------------------------------------------------------------ | ------------------------------------------------------------------------- | --- | ----------------------------------- |
| Dolmen de la Colle                | Ampus                 |                                                                          |                                                                           | 43° 35′ 11″ N, 6° 23′ 07″ E                                                                           |                                     |
| Dolmen de Marenq                  | Ampus                 | appelé aussi Dolmen du Raton                                             |                                                                           | 43° 36′ 51″ N, 6° 22′ 59″ E                                                                           | Dolmen de Marenq                    |
| Menhir de Mourjaï                 | Ampus                 | disparu                                                                  |                                                                           | emplacement d'origine 43° 37′ 30″ N, 6° 22′ 24″ E                                                     |                                     |
| Dolmen des Terriers               | Les Arcs              |                                                                          |                                                                           | 43° 24′ 52″ N, 6° 30′ 43″ E                                                                           | Dolmen des Terriers                 |
| Menhirs des Terriers              | Les Arcs              | 7 menhirs                                                                |                                                                           | 43° 24′ 55″ N, 6° 30′ 28″ E                                                                           | Stèles des Terriers                 |
| Dolmen de Deffens                 | Baudinard-sur-Verdon  |                                                                          |                                                                           | |                                     |
| Dolmen du Collaret                | Baudinard-sur-Verdon  |                                                                          |                                                                           | |                                     |
| Coffre du Puits des Quatre Points | Bauduen               | coffre mégalithique,                                                     |                                                                           | 43° 42′ 23″ N, 6° 09′ 56″ E                                                                           |                                     |
| Dolmen de l'Amarron               | Brignoles             |                                                                          |                                                                           | 43° 22′ 22″ N, 6° 01′ 05″ E                                                                           |                                     |
| Dolmens des Adrets                | Brignoles             | 4 dolmens                                                                | Dolmens no 1 à no 3 · Inscrit MH (1988), · Dolmen no 4 · Classé MH (1988) | 43° 25′ 38″ N, 6° 03′ 35″ E 43° 25′ 29″ N, 6° 03′ 17″ E                                               | Dolmen des Adrets no 1              |
| Dolmen de Camdumy                 | Cabasse               |                                                                          |                                                                           | |                                     |
| Dolmen de la Bouissière           | Cabasse               |                                                                          |                                                                           | 43° 25′ 24″ N, 6° 13′ 42″ E                                                                           | Dolmen de la Bouissière             |
| Dolmen de la Gastée               | Cabasse               |                                                                          | Inscrit MH (1988)                                                         | 43° 25′ 30″ N, 6° 14′ 38″ E                                                                           | Dolmen de la Gastée                 |
| Dolmen des Muraires no 2          | Cabasse               |                                                                          |                                                                           | |                                     |
| Dolmen du Pont Neuf               | Cabasse               |                                                                          |                                                                           | déplacé 43° 26′ 28″ N, 6° 13′ 47″ E                                                                   |                                     |
| Menhir du Reste                   | Cabasse               |                                                                          |                                                                           | |                                     |
| Peïro Plantado                    | Cabasse               | autres noms Pierre Plantée, Menhir de Champduy                           | Classé MH (1889)                                                          | 43° 24′ 56″ N, 6° 11′ 42″ E                                                                           | Menhir dit de Peïro Plantado        |
| Dolmen de l'Amarron               | La Celle              |                                                                          |                                                                           | 43° 22′ 22″ N, 6° 01′ 05″ E                                                                           |                                     |
| Menhir de Babaou                  | Collobrières          |                                                                          |                                                                           | 43° 12′ 31″ N, 6° 18′ 38″ E                                                                           |                                     |
| Menhir de Saint-Guillaume         | Collobrières          | autre nom Menhir de l'Avelan                                             |                                                                           | 43° 12′ 39″ N, 6° 17′ 33″ E                                                                           | Menhir de Saint-Guillaume           |
| Menhirs de la Ferme Lambert       | Collobrières          | 2 menhirs                                                                | Inscrit MH (1988)                                                         | 43° 12′ 59″ N, 6° 20′ 15″ E                                                                           | Menhirs jumeaux de la Ferme Lambert |
| Dolmen de la Cambe de l'Ome       | Comps-sur-Artuby      | autre nom Dolmen de la Pignatelle                                        |                                                                           | 43° 43′ 18″ N, 6° 29′ 30″ E                                                                           |                                     |
| Menhir de Bel Air                 | Correns               |                                                                          |                                                                           | |                                     |
| Dolmen de la Maubelle             | La Crau               | autre nom Dolmen de Montbel                                              |                                                                           | 43° 10′ 48″ N, 6° 05′ 44″ E                                                                           | Dolmen de la Maubelle               |
| Dolmen des Pousselons             | La Crau               | autre nom: Dolmen de Navarre                                             |                                                                           | | Dolmen des Pousselons               |
| Dolmen du Cap Lardier             | La Croix-Valmer       |                                                                          |                                                                           | 43° 10′ 14″ N, 6° 36′ 54″ E                                                                           |                                     |
| Dolmen des Antiquailles           | Cuers                 |                                                                          |                                                                           | 43° 13′ 29″ N, 6° 05′ 54″ E                                                                           |                                     |
| Dolmen du Pas de Gens             | Cuers                 |                                                                          |                                                                           | |                                     |
| Pierre de la Fée                  | Draguignan            |                                                                          | Classé MH (1889)                                                          | 43° 32′ 41″ N, 6° 27′ 11″ E                                                                           | Pierre de la Fée                    |
| Dolmen de Beaumont                | Entrecasteaux         |                                                                          |                                                                           | 43° 29′ 25″ N, 6° 15′ 24″ E                                                                           | Dolmen de Beaumont                  |
| Dolmen de l'Estang                | Figanières            |                                                                          |                                                                           | |                                     |
| Dolmens de la Cabre d'Or          | Figanières            | 2 dolmens                                                                |                                                                           | 43° 35′ 27″ N, 6° 29′ 20″ E 43° 35′ 26″ N, 6° 29′ 32″ E                                               | Dolmen de la Cabre d'Or n°2         |
| Dolmen de Saint-Val               | Figanières            |                                                                          |                                                                           | 43° 32′ 51″ N, 6° 31′ 25″ E                                                                           | Dolmen de Saint-Val                 |
| Dolmen de Font Troussière         | Flayosc               |                                                                          |                                                                           | 43° 34′ 17″ N, 6° 22′ 26″ E                                                                           |                                     |
| Dolmen de Bassegat                | Fox-Amphoux           |                                                                          |                                                                           | 43° 36′ 45″ N, 6° 05′ 04″ E                                                                           | Dolmen de Bassegat                  |
| Menhir des Moulins                | La Garde-Freinet      |                                                                          |                                                                           | |                                     |
| Dolmen de Haute Suane             | Grimaud Sainte-Maxime |                                                                          |                                                                           | 43° 18′ 38″ N, 6° 35′ 50″ E                                                                           | Dolmen de Haute Suane               |
| Dolmen des Lions                  | Grimaud               |                                                                          |                                                                           | |                                     |
| Menhir d'Avelan                   | Grimaud               |                                                                          |                                                                           | |                                     |
| Menhirs des Couzes                | Grimaud               | 3 menhirs autre nom Menhirs de l'Aïgo-Puto                               |                                                                           | 43° 16′ 28″ N, 6° 33′ 09″ E 43° 16′ 27″ N, 6° 33′ 10″ E 43° 16′ 25″ N, 6° 33′ 20″ E                   | Menhir des Couzes no 3              |
| Menhir des Vernades               | Grimaud               |                                                                          |                                                                           | 43° 18′ 17″ N, 6° 31′ 37″ E                                                                           | Menhir des Vernades                 |
| Dolmen de Gaoutabry               | La Londe-les-Maures   |                                                                          | Inscrit MH (1988)                                                         | 43° 10′ 19″ N, 6° 14′ 20″ E                                                                           | Dolmen de Gaoutabry                 |
| Dolmen de Peycervier              | Lorgues               |                                                                          |                                                                           | 43° 29′ 08″ N, 6° 19′ 10″ E                                                                           | Dolmen de Peycervier                |
| Dolmen de Roque d'Aille           | Lorgues               |                                                                          |                                                                           | 43° 29′ 13″ N, 6° 18′ 00″ E                                                                           | Dolmen de Roque d'Aille             |
| Dolmen des Muraires no 1          | Le Luc                |                                                                          | Inscrit MH (1988)                                                         | 43° 25′ 39″ N, 6° 17′ 15″ E                                                                           | Dolmen des Muraires                 |
| Coffre de Collorgues              | Montfort-sur-Argens   |                                                                          |                                                                           | 43° 30′ 04″ N, 6° 06′ 57″ E                                                                           |                                     |
| Dolmen d'Avaye                    | Mons                  |                                                                          |                                                                           | 43° 40′ 04″ N, 6° 40′ 20″ E                                                                           | Dolmen d'Avaye                      |
| Dolmen de la Brainée              | Mons                  |                                                                          |                                                                           | 43° 43′ 16″ N, 6° 45′ 24″ E                                                                           | Dolmen de la Brainée                |
| Dolmen de la Colle                | Mons                  |                                                                          |                                                                           | 43° 42′ 57″ N, 6° 44′ 54″ E                                                                           | Dolmen de la Colle de Mons          |
| Dolmen de Peygros                 | Mons                  | autre nom Dolmen de Bourigaille                                          |                                                                           | 43° 39′ 31″ N, 6° 41′ 40″ E                                                                           | Dolmen de Peygros                   |
| Dolmen de Saint-Marcelin          | Mons                  |                                                                          |                                                                           | 43° 41′ 39″ N, 6° 40′ 15″ E                                                                           | Dolmen de Saint-Marcelin            |
| Dolmen des Collets                | Mons                  | autre nom Dolmen du Colleton                                             |                                                                           | 43° 40′ 12″ N, 6° 44′ 43″ E                                                                           | Dolmen des Collets                  |
| Dolmen des Riens                  | Mons                  | autre nom Dolmen de Saint-Pierre                                         | Inscrit MH (1988)                                                         | 43° 41′ 53″ N, 6° 43′ 35″ E                                                                           | Dolmen des Riens                    |
| Tholos des Pounches               | Mons                  |                                                                          | ruiné                                                                     | 43° 39′ 50″ N, 6° 42′ 43″ E                                                                           | Tholos des Pounches                 |
| Dolmen de la Colle                | Montmeyan             |                                                                          |                                                                           | |                                     |
| Tombe du Logis Neuf               | Nans-les-Pins         | tombe en blocs                                                           | détruite                                                                  | |                                     |
| Tumulus de la Grande Bastide      | Plan-d'Aups           |                                                                          |                                                                           | |                                     |
| Tumulus du Gendarme,              | Plan-d'Aups           |                                                                          |                                                                           | |                                     |
| Dolmens de San-Peyre              | Plan-de-la-Tour       | 2 dolmens                                                                |                                                                           | |                                     |
| Dolmens de Saint-Sébastien        | Plan-de-la-Tour       | 2 dolmens                                                                |                                                                           | 43° 18′ 53″ N, 6° 34′ 21″ E 43° 19′ 02″ N, 6° 34′ 23″ E                                               | Dolmen de Saint-Sébastien no 1      |
| Menhir de Daumas                  | Le Plan-de-la-Tour    |                                                                          |                                                                           | 43° 21′ 08″ N, 6° 34′ 43″ E                                                                           |                                     |
| Menhir de Medost                  | Le Plan-de-la-Tour    |                                                                          |                                                                           | 43° 19′ 02″ N, 6° 32′ 23″ E                                                                           | Menhir de Medost                    |
| Menhir de Vernades                | Le Plan-de-la-Tour    | dérobé en 1988                                                           |                                                                           | |                                     |
| Menhir du Pra-Bourdin             | Le Plan-de-la-Tour    | autre nom Menhir du Pré de la Pierre Enchantée                           |                                                                           | déplacé 43° 19′ 34″ N, 6° 33′ 33″ E                                                                   | Menhir du Pra-Bourdin               |
| Tumulus de Blaquière              | Pourrieres            |                                                                          |                                                                           | |                                     |
| Dolmen de la Briande              | Ramatuelle            |                                                                          |                                                                           | 43° 10′ 41″ N, 6° 38′ 05″ E                                                                           | Dolmen de la Briande                |
| Menhir des Bouis                  | Ramatuelle            |                                                                          |                                                                           | |                                     |
| Menhirs Pascati                   | Ramatuelle            | 4 menhirs                                                                |                                                                           | |                                     |
| Dolmen du Jas de Mèze             | Régusse               |                                                                          |                                                                           | |                                     |
| Dolmen de l'Agriotier             | Roquebrune-sur-Argens |                                                                          |                                                                           | 43° 22′ 54″ N, 6° 41′ 26″ E                                                                           | Dolmen de l'Agriotier               |
| Dolmen de la Gaillarde            | Roquebrune-sur-Argens |                                                                          | Classé MH (1910)                                                          | 43° 21′ 19″ N, 6° 42′ 07″ E                                                                           | Dolmen de la Gaillarde              |
| Dolmen des Issambres              | Roquebrune-sur-Argens |                                                                          |                                                                           | |                                     |
| Menhir des Pétignons              | Roquebrune-sur-Argens |                                                                          |                                                                           | 43° 26′ 42″ N, 6° 35′ 12″ E                                                                           | Menhir des Pétignons                |
| Dolmen de Camdumy                 | La Roquebrussanne     |                                                                          |                                                                           | |                                     |
| Menhir de Mère                    | Sainte-Maxime         |                                                                          |                                                                           | |                                     |
| Dolmen de Montrouge               | Saint-Raphaël         |                                                                          |                                                                           | |                                     |
| Dolmen de la Valbonette           | Saint-Raphaël         |                                                                          |                                                                           | | Dolmen de la Valbonette             |
| Dolmen de Valescure               | Saint-Raphaël         | autre nom Dolmen de Suveret                                              |                                                                           | 43° 27′ 05″ N, 6° 47′ 24″ E                                                                           | Dolmen de Valescure                 |
| Menhir d'Aire-Peyronne            | Saint-Raphaël         |                                                                          | Classé MH (1910)                                                          | 43° 26′ 00″ N, 6° 50′ 07″ E                                                                           | Menhir d'Aire-Peyronne              |
| Menhirs de Veyssières             | Saint-Raphaël         | 5 menhirs dont 3 dressés autre nom Menhir de Valescure (Veyssières no 2) | Classé MH (1938) · Classé MH (1969) · (Veyssières no 3)                   | 43° 27′ 13″ N, 6° 49′ 32″ E 43° 27′ 01″ N, 6° 49′ 09″ E cour du musée de Draguignan (Veyssières no 3) | Menhir de Veyssières no 2           |
| Dolmen de Parouvier               | Salernes              |                                                                          |                                                                           | |                                     |
| Tholos de la Lauve                | Salernes              |                                                                          |                                                                           | 43° 34′ 39″ N, 6° 13′ 44″ E                                                                           | Tholos de la Lauve                  |
| Dolmen de la Colle-Roussel        | Seillans              |                                                                          |                                                                           | 43° 39′ 15″ N, 6° 40′ 22″ E                                                                           | Dolmen de la Colle-Roussel          |
| Dolmen de Roudier                 | Seillans              |                                                                          |                                                                           | 43° 35′ 37″ N, 6° 36′ 25″ E                                                                           |                                     |
| Dolmen d'Avellanies               | Solliès-Toucas        |                                                                          |                                                                           | |                                     |
| Dolmen de la Verrerie-Vieille     | Tourrettes            |                                                                          | Inscrit MH (1987)                                                         | 43° 34′ 43″ N, 6° 43′ 06″ E                                                                           | Dolmen de la Verrerie-Vieille       |
| Menhirs du Jas de la Maure        | Tourrettes            | 2 menhirs                                                                |                                                                           | 43° 34′ 39″ N, 6° 43′ 21″ E                                                                           |                                     |
| Dolmen du Défens                  | Vérignon              |                                                                          |                                                                           | |                                     |
| Dolmen du Jas de Parète           | Vidauban              |                                                                          |                                                                           | 43° 24′ 32″ N, 6° 26′ 24″ E                                                                           |                                     |
| Statue-menhir du Frigouret,       | Villecroze            |                                                                          | conservée au Musée Calvet                                                 | |                                     |